# Alfonso Alonzo Lima
Alfonso Alonzo Lima (auch: Alfonso Alonso Lima) ist ein ehemaliger guatemaltekischer Außenminister.

## Leben
Vom 18. Juli bis 4. August 1979 war der damals stellvertretende Außenminister Lima von den Fuerzas Armadas Rebeldes (FAR) entführt. Die FAR sandten eine Nachricht an den US-Botschafter Frank V. Ortiz Jr. und forderten die Freilassung von zwei Mitgliedern der FAR.
Er wurde freigelassen, nachdem die Regierung eine Erklärung der Guerilla veröffentlicht hatte.
Das chilenische Außenministerium besitzt ein Foto von Lima, das auf der Rückseite einen Stempelaufdruck 18.SET 1979 trägt.
Im Putschregime von Efraín Ríos Montt wurde Alonso Außenminister.